# سفارت عراق در واشینگتن
سفارت عراق در واشینگتن (به انگلیسی: Embassy of Iraq) یک سفارت در ایالات متحده آمریکا است که در واشینگتن، دی.سی. واقع شده‌است.